# Willibald Gatter

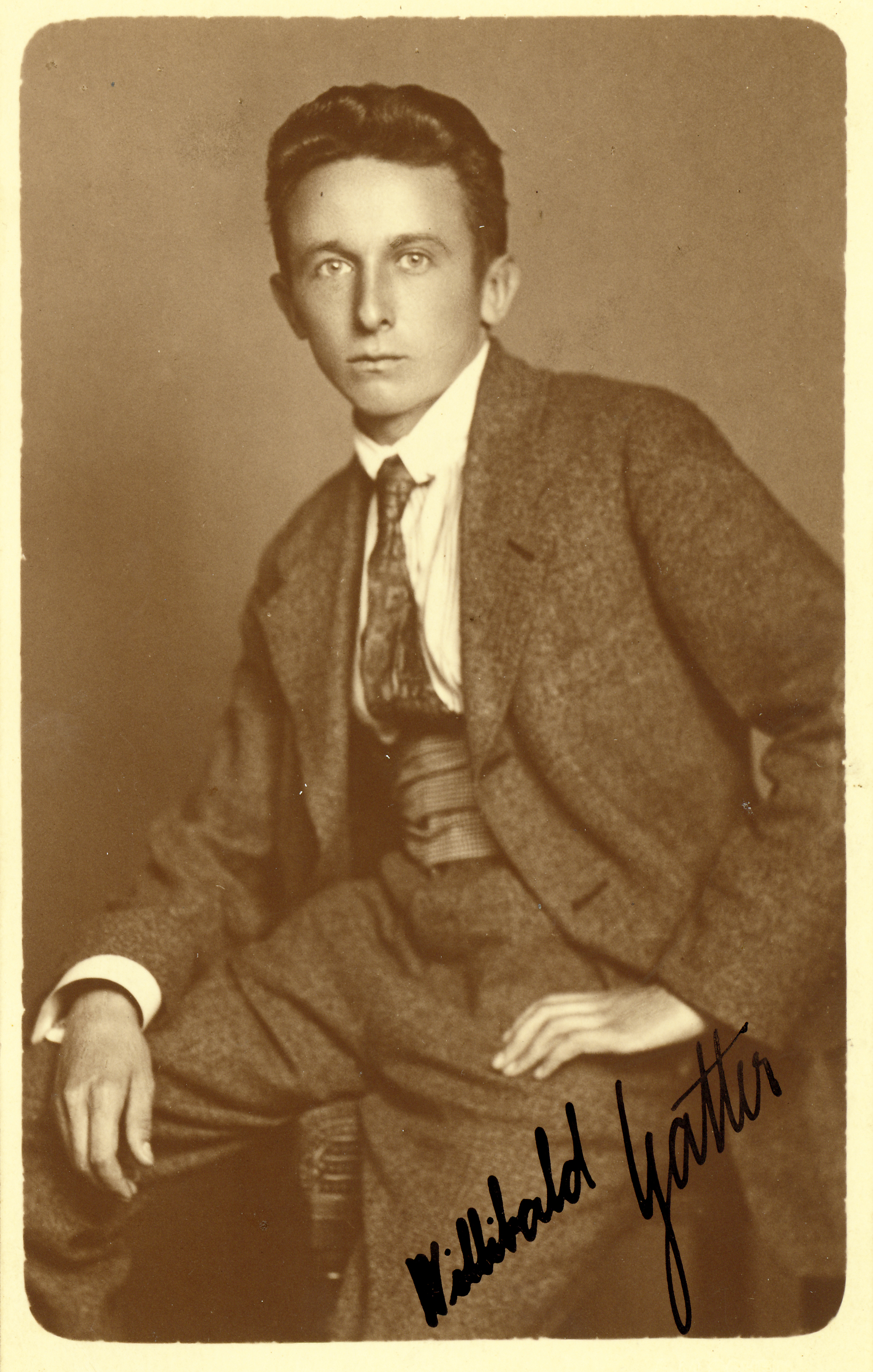
Signiertes Porträt von Willibald Gatter, Wien 1924

Willibald Gatter (* 12. Dezember 1896 in Hühnerwasser in Böhmen; † 14. Mai 1973 in Kirchheim unter Teck, Baden-Württemberg) war ein österreichisch-böhmischer Techniker, danach tschechoslowakischer Automobilfabrikant und Politiker mit deutscher Volkszugehörigkeit. Der Gründer des Autowerks Gatter-Reichstadt (tschech. Autopodnik Gatter-Zákupy) und Konstrukteur des Gatter-Wagens.

## Leben
Gatter wurde als ältestes von acht Kindern des Maschinenbauers Josef Gatter (1854–1929) und seiner Frau Marie Eiselt (1870–1941) geboren. Im Elternhaus hatte er Zugang zum Betrieb des Vaters, wo neben Wasserkraftwerken mit großen Schaufelrädern auch hydraulische Widder, Pumpen und Feuerspritzen hergestellt wurden; so entstand bereits früh ein Interesse an Maschinen.

### Erster Weltkrieg
Nach dem Besuch der Bürgerschule in Niemes studierte Gatter an der Höheren Industriefachschule in Reichenberg Mechanik und Technologie. Während des Ersten Weltkriegs wurde der Student nicht zur Armee einberufen, sondern im Juni 1915 als Konstrukteur den Škoda-Werken zugeteilt. Hier arbeitete Gatter in der Produktion großkalibriger Kanonen und erprobte diese im Gefechtseinsatz an der italienischen Front. Zugleich arbeitete er im Škoda-Schwesterwerk Austro-Daimler zusammen mit Ferdinand Porsche an der Entwicklung benzin-elektrischer C-Züge zum Transport schwerer Artilleriegeschütze, wie den 30,5-cm-M.11-Mörser. Nach dem Kriegseintritt der USA meldete sich Willibald Gatter im März 1918 zum aktiven Kriegsdienst als Einjährig-Freiwilliger.

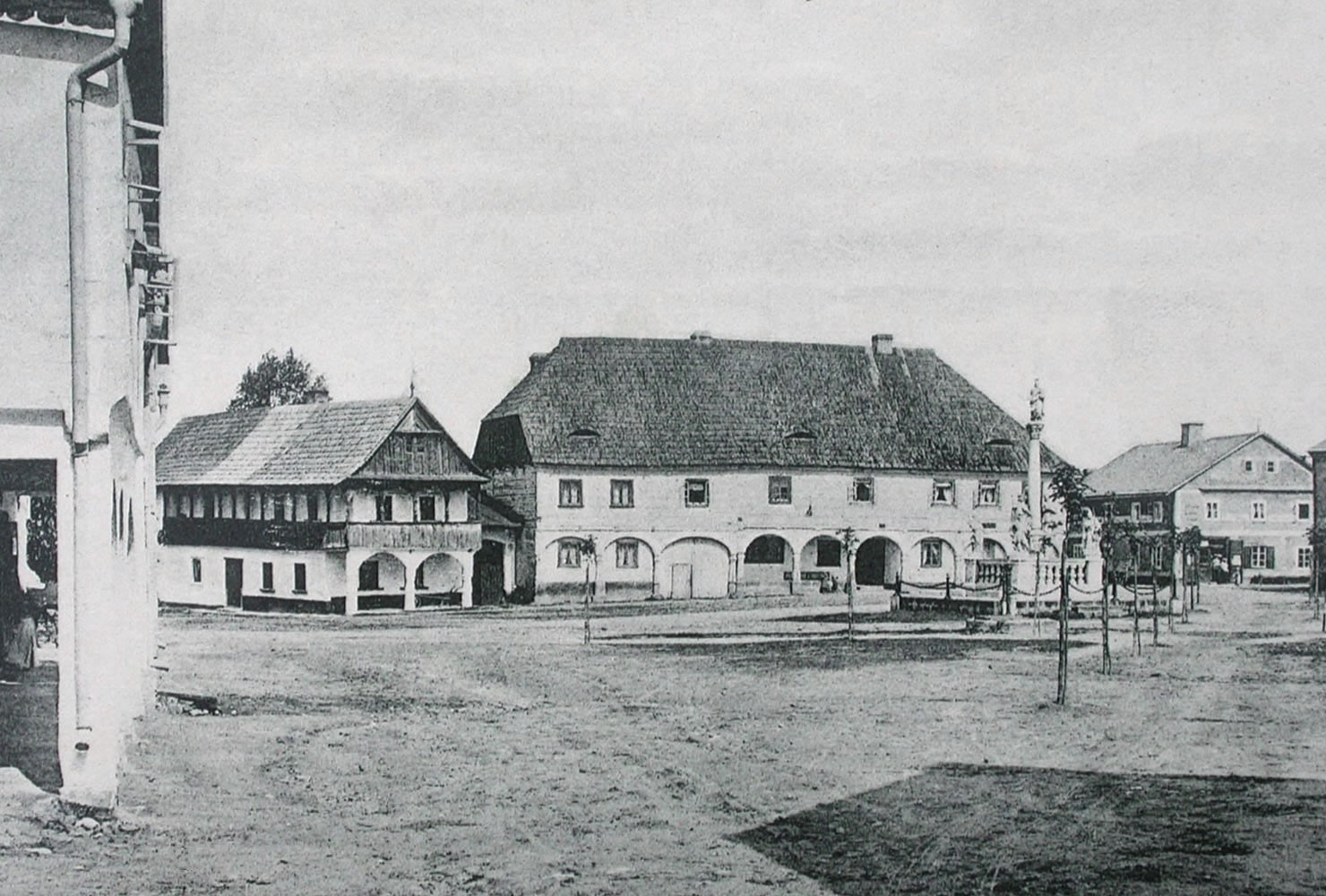
Elternhaus Gatters, die „Alte Posthalterei“ am Marktplatz in Hühnerwasser

Ab dem 15. Juni 1918 nahm er an der Piave-Offensive des k.u.k. Heeres teil. Gatter kehrte nach seiner Ausmusterung zunächst in die böhmische Heimat zurück und leitete dort bis zur Rückkehr seines Bruders aus der Kriegsgefangenschaft die elterliche Maschinenfabrik. Den Vater unterstützte er bei der Planung der dortigen Wasserwerke, beim Bau und der Vermessung von Tiefquellwasserleitungen und der Pumpwerke, mit denen die dortigen Bergdörfer mit fließendem Wasser versorgt werden sollten. Mit der zunehmenden Ausgrenzung der Deutschen in der Tschechoslowakischen Republik begab sich Gatter im August 1919 nach Österreich.

### Tätigkeit bei Austro-Daimler
Durch Kontakte die Gatter während des Krieges zu Austro-Daimler in Wiener Neustadt geknüpft hatte, in dem während des Krieges die Zugwagen für den Škoda-Mörser hergestellt wurden, konnte der 23-Jährige eine Anstellung als Automobil-Konstrukteur finden. Austro-Daimler stand trotz der erfolgreichen Jahre des Krieges vor dem Ruin, der größte Auftraggeber, die k.u.k. Armee existierte nicht mehr. Es galt nun wieder auf zivile Produkte umzustellen und nur die schnelle Wiederaufnahme der Automobilproduktion mit verbesserten Vorkriegsmodellen versprach Rettung. Direktor Ferdinand Porsche warb dazu fähige Ingenieure zumeist aus dem Gebiet des ehemaligen österreichisch-ungarischen Reiches an, darunter auch Willibald Gatter. Neben schnellen und leichten Tourenwagen wurden nun auch große Luxusautos hergestellt mit modernen Motoren in aerodynamisch ausgefeilten Karosserien. Gatter war hier zunächst in der Entwicklung von elektrischen Omnibussen und Benzin-Lastwagen tätig, später auch in der Konstruktion von schweren und leichten Personenwagen. Mit Porsche und Ingenieur Karl Bettaque konstruierte Gatter 1921/22 den „Sascha“, den ersten Sport-Rennwagen der Nachkriegszeit, benannt nach dem Filmpionier Sascha Kolowrat-Krakowsky. Mit diesem Wagen fuhr Willibald Gatter Anfang der 1920er Jahre seine ersten Rennen.

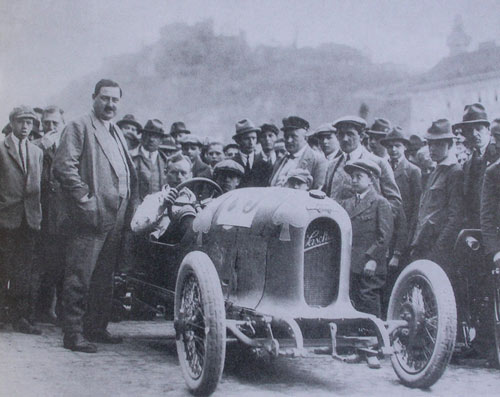
Der von Porsche und Gatter gebaute „Sascha“, der erste Sportrennwagen der Nachkriegszeit

An der Technischen Hochschule in Wien im Fachbereich Maschinenbau gab Gatter damals als Gastlektor auch Kurse über Motoren, Getriebe und Schaltungen. In dieser Zeit erschienen seine ersten Publikationen in Fachzeitschriften wie Werkstatt-Technik und Auto-Technik sowie die ersten Patente. Am 6. Februar 1923 meldet er die österreichischen Patente für eine „Kopiereinrichtung für Werkzeugmaschinen“ (No. 97 881) und für die „Einrichtung zum Schneiden von ein- und mehrgängigen Gewinden auf der Drehbank“ (No. 97 882) an. Die finanzielle Leitung des Werkes in Wiener Neustadt hatte Camillo Castiglioni inne, der durch Kriegsspekulationen ein riesiges Vermögen erworben hatte. Er kontrollierte unter vielen anderen Firmen auch die Österreichische Daimler Motoren AG. Seine rein auf den persönlichen Gewinn ausgerichteten Interessen vertrugen sich nicht mit dem technischen Interessen seiner Ingenieure. So verlangte Castiglioni etwa im Februar 1923 die sofortige Entlassung von 2000 Arbeitern und die Übergabe aller Devisen an ihn, um an der Amsterdamer Börse eine Baisse zu erzeugen. Direktor Porsche verließ daraufhin Österreich und ging zu Daimler nach Stuttgart. Willibald Gatter wechselte 1925 zur Georg Schicht AG in Aussig.

### Bau des „Europawagens“
Der Fettsäure verarbeitende Schicht-Konzern betrieb damals Vorstöße in andere Wirtschaftssektoren, um seine im Seifengeschäft erwirtschafteten Überschüsse gewinnbringend anzulegen. Georg Schicht, dem die kaufmännische Leitung des Unternehmens unterlag, schien die nach dem Ersten Weltkrieg schnell aufstrebende Automobilproduktion dazu der richtige Weg. Gatter wurde als technischer Leiter der neuen Automobil-Sparte angeworben, mit dem Zugeständnis, weitgehende Freiheiten in Gestaltung und technischer Ausführung zu haben und das Auto als „Gatter Wagen“ zu vermarkten. Gatters Vorhaben war die Schaffung eines preisgünstigen Viersitzers, der die Motorisierung breiter Schichten der Bevölkerung ermöglichen würde, ein sogenanntes „Volksauto“. Ende des Jahres 1926 war der Prototyp des Gatter-Wagens bereits fahrtüchtig und im Frühjahr 1927 wurde in Ústí nad Labem die Produktion eines verfeinerten Wagens aufgenommen.
Nach einer Statistik des Polizeirayons Ústí nad Labem waren in der Stadt erst 166 Personenwagen, 86 Lastautos, 3 Autobusse und 4 Traktoren angemeldet. Zum Anlass des 80-jährigen Gründungsjubiläums der Schichtwerke wurde der noch recht archaisch kastenförmige Gatter-Wagen 1928 erstmals präsentiert. Von den Bürgern wurde das Vorhaben einer heimischen Automobilproduktion mit Wohlwollen und Stolz aufgenommen. Als die Zeitschrift Motor-Kritik das Fahrzeug 1929 der Fachwelt vorstellt, weist der Wagen bereits aerodynamische Kurven auf.
Die Weltwirtschaftskrise von 1929 beendete jedoch die Pläne zur Aufnahme einer Serienproduktion. Europa versinkt in Arbeitslosigkeit und Inflation, die Nachfrage nach Automobilen erreicht einen Tiefststand und das Aktienkapital vieler Betriebe, so auch der Schicht A.G. verfällt. Mitte Mai 1929 veröffentlicht die Motor-Kritik noch die Pläne des Wagens und adelt ihn als zukunftsträchtiges Modell eines „Europawagens“. „Zwischen ausgesprochenen Autosurrogaten und “Luxus”-Wagen mit über 20 Pfennig Kilometerkosten gibt es einfach nichts“, schreibt Chefredakteur Josef Ganz, „und diese klaffende Lücke könnte ein entsprechend durchgereifter Gatterwagen schließen“.

### Bau des „Kleinen Gatter“ als Volksauto
Gatter kehrte daraufhin in seine Heimatstadt zurück und arbeitete unverzagt an den Plänen für ein neues Gatter-Auto. Der Wagentyp, den es zu schaffen galt, sollte den Komfort eines Automobils besitzen, doch im Benzinverbrauch, der technischen Einfachheit und im Preis einem Motorrad entsprechen. Zwar wurde der „Volkswagen“ als Schlagwort verwendet und 1938 übernahm Adolf Hitler diese populäre Bezeichnung für sein in Wolfsburg gegründetes Volkswagenwerk, doch die gesamte Technik war damals noch zu schwer, groß und teuer.

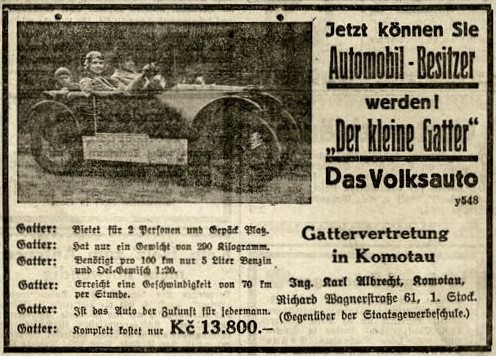
Werbung zu Gatters „Volksauto“ von 1931

Zur Schaffung eines wahren „Volksautos“, auf Tschechisch „Lidový Automobil“, wie Gatters Wagen in der Firmenwerbung der 1930er Jahre genannt wurde, ging der Konstrukteur neue Wege. Ende des Jahres 1929 waren die Pläne für diesen „kleinen Gatter“ soweit gediehen, dass Gatter sich zur Produktion entschloss. Am 22. November 1929 stellt er in Zákupy den Bauantrag für eine Fabrikationshalle: Am 13. September 1930 wurde ihm die gewerberechtliche Genehmigung für die “Herstellung von Kraftfahrzeugen im Gebäude N.C. 126 in Reichstadt-Vorstadt” erteilt und das „Autowerk Gatter-Reichstadt“ wurde gegründet. Zwischen Oktober 1930 und Juni 1936 wurden in dem Werk angeblich zwischen 1400 und 1500 Kleinwagen dieser Marke produziert, andere Quellen gehen von 30 bis 40 aus.
Gatter wird deshalb in Tschechien als Erfinder des Volkswagens, des „Lidový automobil“ oder „Lidové auto“ geehrt, denn sein „Kleiner Gatter“ war das erste in Serie produzierte Automobil, das dieses Prädikat angeblich auch wirklich verdiente. So widmete der Tourismusverband dem Konstrukteur im Dezember 2006 anlässlich seines 110. Geburtstags und dem 80. Jahrestages der Gatter Automobilproduktion eine Gedenkplakette.

### Rennerfolge
Dass sich der Gatter-Wagen schnell großer Popularität erfreute und auch über die Grenzen der Tschechoslowakei hinaus bekannt wurden, lag jedoch nicht allein an den geringen Anschaffungs- und Betriebskosten. Auch die Rennerfolge Gatters trugen zum guten Ruf des Autos bei. Mit seinem „Kleinen Gatter“ gewann der Konstrukteur viele Preise bei den Bergrennen der 1930er Jahre. Seine größten Erfolge waren Goldmedaillen beim Böhmischen Bergrennen und der Riesen- und Isergebirgsfahrt, und Klassensiege beim Großen Bergpreis von Deutschland, der Schwarzwald-Zielfahrt und der Tatra-Sternfahrt. Auch gegen die Granden des damaligen Rennsports wie Rudolf Caracciola anzutreten, scheute sich Gatter nicht. Ihm ging es weniger um einen Sieg, als darum, die Leistungsfähigkeit und Zuverlässigkeit von Kleinwagen vor einem Massenpublikum unter Beweis zu stellen.
1931 trat Gatter beim Großen Bergpreis von Deutschland am Schauinsland mit seinem „Kleinen Gatter“ an, dem kleinsten Wagen des gesamten Rennens. Caracciola gewann souverän auf Mercedes SSKL mit 7069 cm³ in 8:51 Stunden und einer Durchschnittsgeschwindigkeit von 81,2 km/h. Gatter bewältigte die 720 Kilometer lange Rennstrecke auf seinem „Kleinen Gatter“ mit 350 cm³ in 17:38 Stunden und einer Durchschnittsgeschwindigkeit von 40,7 km/h. Mit einem elften Platz zog Gatter am 26. Juli 1931 zur Siegerehrung in Freiburg ein, sein Kleinwagen wurde dabei bestaunt und bejubelt. Zuvor hatte er aus Prag kommend den 5. Platz bei der Zielfahrt des Rennens belegt.
Ein Beweis für die Wirtschaftlichkeit seiner Konstruktion war für Gatter der Umstand, dass er mit einem Motor der gerade einmal einem Zwanzigstel der Leistungsfähigkeit von Caracciolas SSKL entsprach, in der Hälfte von dessen Bestzeit und der Hälfte der Höchstgeschwindigkeit ins Ziel kam.

### Werbung und Finanzierung des Werkes nach dem Zusammenbruch der Banken
Für den Erfolg des Autos spielte aber auch gezielte Werbung eine große Rolle. 1931 finden sich Gatter-Automobilvertretungen in Chomutov, Česká Lípa, Jablonec nad Nisou, Prag und in den angrenzenden deutschen Reichsgebieten, so im bayrischen Weiden und Regensburg, und in Chemnitz und Dresden in Sachsen. Dies waren üblicherweise meist Einmannvertretungen. Gatter-Wagen fuhren in den 1930er Jahren vor allem im Dreieck Ustí, Prag und Liberec. Ende 1931 war die erste Fabrikationshalle zu klein geworden. Gatter erwarb im Januar des Folgejahres die angrenzende Parzelle und errichtete hier 1932 ein großes Fabrikgebäude. Das ursprüngliche Werksgebäude wurde zur Wartungshalle für bereits laufende Gatter-Wagen umfunktioniert. Als hinderlich für eine Expansion der Produktion erwies sich jedoch das Kreditklima der damaligen Zeit. In der Tschechoslowakei wirkte sich der Zusammenbruch der Banken bis Mitte 1933 auf Industriekonzerne aus, die durch die Schließung der Finanzhäuser als Konsequenz der Weltwirtschaftskrise an Kreditaufnahme und Neuinvestitionen gehindert wurden. So blieben Gatter nur private Investoren zur Finanzierung seines Projekts, was diesem jedoch enge Grenzen setzte. Finanziers der Gatterwerke waren u. a. der Christbaumschmuck-Fabrikat Eduard Held und Helene Rösler (geb. Gatter) aus Zakupy, Inhaberin der Böhmisch Leipaer Pianoforte-Fabrik Rösler.
In seine Zeit in Zakupy fallen auch die Anfänge von Willibald Gatters politischer Betätigung und seine ersten politischen und wirtschaftswissenschaftlichen Schriften zur Lage der Nation, die er für diverse deutschsprachige Zeitungen verfasst. Bereits 1929 stößt er zum Reichstädter Kreis, einem Zirkel engagierter und politisierter Intellektueller der allwöchentlich im Hause des Direktors der Reichstädter Hochschule für Forstwirtschaft, Schmid zusammentrifft. In der Hoffnung auf eine Internationalisierung des Sudetenproblems richtete der Reichsstädter Kreis im Jahr 1930 eine von insgesamt 24 sudetendeutschen Petitionen an den Völkerbund, die zwischen 1920 und 1931 bei diesem Organ eingingen und die Unterdrückung der deutschen Minderheit in der Tschechoslowakei anprangerten. Gatter wurde im Oktober 1933 Mitstreiter Konrad Henleins bei der Gründung der Sudetendeutschen Heimatfront. Er bereiste in jener Zeit die gesamte nördliche Tschechoslowakei mit deutschsprachiger Minderheit, fuhr Autorennen und hielt Reden sowie politische Vorträge, in welchen er eine deutsche Autonomie innerhalb der Tschechoslowakei forderte. Die auf seinen Reisen gesammelten Eindrücke zur zunehmenden Verarmung der deutschen Minderheit sowie der wachsenden Arbeitslosigkeit fanden Eingang in seine nach dem Kriege veröffentlichte wirtschaftspolitische Schrift „Weder Kapitalismus noch Kommunismus – Europas Liberal-Sozialismus“.

### Ende des Autowerkes Gatter in Reichstadt
Die Wirtschaftskrise ging auch am Autowerk Gatter nicht spurlos vorüber. Gatters wichtigste Klientel, die deutschsprachige Mittelschicht in der Tschechoslowakei, verarmte rasch. „Volksautos“ konnte sich der kleine Mann nicht mehr leisten.
Eine Zeit lang konnte sich das Werk durch die Produktion von Nutzfahrzeugen, etwa kleinen Last- und Lieferwagen und der Reparatur bereits laufender Gatter-Wagen halten. Gatter bemühte sich auch um öffentliche Aufträge zum Bau von Spezialfahrzeugen für die Eisenbahn, doch aufgrund seiner politischen Aktivität konnte er von Seiten der tschechoslowakischen Regierung auf kein Entgegenkommen hoffen. Im Jahre 1937 war das Autowerk Gatter gezwungen zu schließen. Gatter verließ die Tschechoslowakei und zog ins Deutsche Reich.
Hier arbeitete er zunächst in Roßlau als Leiter der Abteilung zur Entwicklung von Schiffsmotoren bei der Firma Gebrüder Sachsenberg. Mit Beginn des Zweiten Weltkrieges wechselte Gatter in die Rüstungsindustrie. Bei der Firma Jahns Regulatoren in Offenbach am Main war er bis 1943 für die Entwicklung und Erprobung von Verstellpropellern für Kampfflugzeuge der Firmen Heinkel und Junkers zuständig. In dieser Zeit heiratet er Emilie Hoyler, eine Schwäbin aus Kirchheim unter Teck. Aufgrund der permanenten Fliegerangriffe der Alliierten auf die deutsche Flugzeugindustrie wurden wichtige Teile in den scheinbar ungefährdeten Osten in Sicherheit gebracht. 1944 wurde die Familie Gatter in Offenbach ausgebombt, blieb aber unverletzt.
Willibald Gatter sah im Unglück auch die Chance einer Rückkehr nach Böhmen und ging in das deutsch besetzte Protektorat Böhmen und Mähren. In den von der Wehrmacht beschlagnahmten Letov-Werken in Prag arbeitete er für Junkers an der Entwicklung der Kampfflugzeuge Ju 288 C und der Ju 290. Als am 28. Februar 1945 vom Jägerstab der deutschen Wehrmacht ein „Jägernotprogramm“ aufgestellt wurde, das nur noch den Bau bestimmter Flugzeugtypen zuließ, um so Kosten zu senken und Rohstoffe zu sparen, war für Gatter klar, dass der Krieg für das Deutsche Reich verloren war. Als die Rote Armee im April 1945 vor Prag stand, floh er mit seiner Familie in die Heimatstadt seiner Frau nach Kirchheim unter Teck.
Nach dem Krieg plante Willibald Gatter eine Neuauflage seines Auto-Erfolges und entwarf in den 1950er Jahren erneut einen erschwinglichen Kleinwagen. In Kirchheim unter Teck in der Krebenstraße, dort wo heute das Werk des Segelflugzeugherstellers Schempp-Hirth liegt, baute er den Prototyp des „Gatter Mini“. Mit dem anbrechenden deutschen Wirtschaftswunder schwand jedoch das Interesse der Verbraucher für Klein- und Kleinstwagen. Gatter hatte für die Entwicklung hin zu immer größeren Wagen und immer mehr Protz nur ein Kopfschütteln übrig: „soviel Blech zur Beförderung von ein paar Kilo Menschenfleisch.“

### Politisches Engagement
Wie bereits vor dem Kriege engagierte sich Gatter auch in der Nachkriegszeit politisch. Er war ein Mitbegründer der Liberal-Sozialistischen Partei Deutschlands und deren Bundestagskandidat im Wahlkreis Nürtingen-Böblingen. Willibald Gatter entwarf 1954 das europäische Programm der Partei, das in seinen 21 Punkten unter anderem den Aufbau einer europäischen Verfassung, einer Europa-Armee und einer gemeinsamen europäischen Währung sowie die gemeinsame Ausbeutung der Kolonien forderte. Ende der 1950er Jahre ging die Partei in der Freisozialen Union (FSU) (die spätere Humanwirtschaftspartei) auf. In seiner wirtschaftspolitischen Schrift Weder Kapitalismus noch Kommunismus – Europas Liberal-Sozialismus (1973) legt Gatter die Ziele und Ideale der Partei dar.
In der Sudetendeutschen Landsmannschaft trat Gatter politisch für eine Zuführung der tschechoslowakischen Grenzgebiete an Deutschland ein und für eine Rückkehr der Ausgesiedelten und Vertriebenen.
Willibald Gatter besuchte die Tschechoslowakei nach dem Zweiten Weltkrieg einige Male, seine Heimatstadt Kuřívody jedoch war ihm unzugänglich, da sie Bestandteil eines sowjetischen Truppenübungsplatzes Ralsko geworden war und als Raketenziel fast völlig zerstört wurde. Auch Gatters Elternhaus, die ehemals Thurn und Taxis’sche Posthalterei aus dem 17. Jahrhundert, wurde zerstört.

## Ehrung

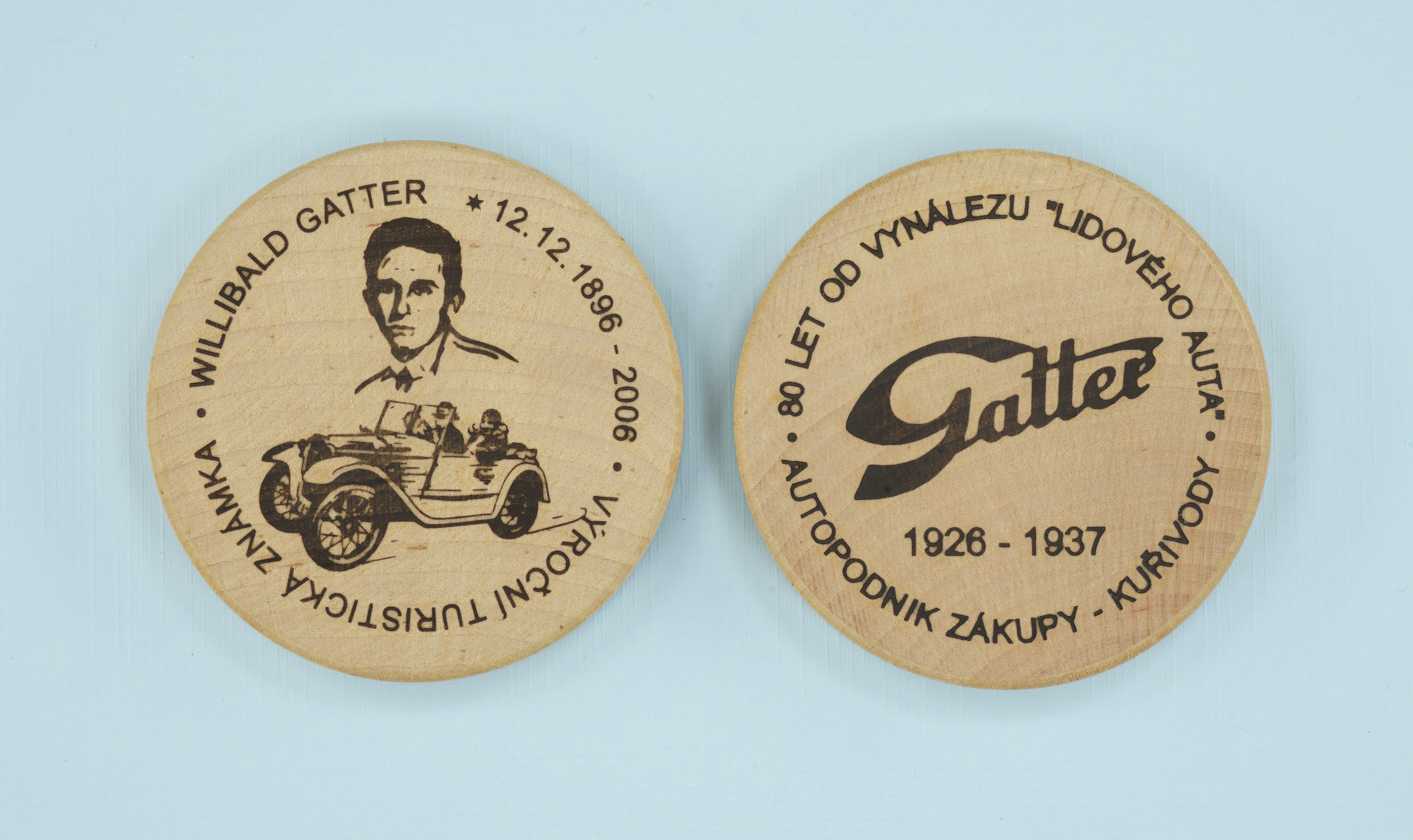
Tschechische Gatter Plakette zu Ehren von Willibald Gatter und seinem Volksauto (Lidového Auta), 2006

Zum achtzigsten Gründungsjubiläum des Autowerkes Gatter-Reichstadt und dem 110. Geburtstag Willibald Gatters wurde der Konstrukteur in Tschechien im Dezember 2006 mit einer Gedenkplakette geehrt. Hier wird an ihn als Erfinder des „Lidového Auta“ erinnert, des ersten in Serie gebaute „Volksautos“.

## Quelle/Literatur
- Volkswagenbau an Elbe und Teck. Aus dem Leben des sudetendeutschen Automobilpioniers und Politikers Willibald Gatter (1896–1973), Schriftenreihe Stadtarchiv Kirchheim unter Teck, 2007, Bd. 32, S. 127–170.
- Probouzející se Ralsko, Sdružení Náhlov v oblasti Ralsko, 2005, S. 49–54
- Autopionier - Tschechen ehren Willibald Gatter mit einer Gedenkplakette als Erfinder des Volkswagens, Der Teckbote 28. Dez. 2006, S. 18.
- Willy Gatter: Weder Kapitalismus noch Kommunismus – Europas Liberal-Sozialismus, Kirchheim unter Teck 1973. (PDF-Ausgabe)
- Willy Gatter: Europäisches Programm der Liberal-Sozialistischen Partei Deutschlands, 1954.